# Gota Yashiki
Gota Yashiki nasceu em Kyoto, no Japão, em 26 de fevereiro de 1962, onde ainda jovem, aprendeu a tocar a tradicional bateria  japonesa. Em 1982, Yashiki se mudou para Tóquio, para participar de uma banda de reggae dub que ficou conhecido como  Mute Beat.  Juntamente com um membro dessa banda, Kazufumi Kodama, ele trabalhou em vários projetos e formaram a dupla Kodama & Gota.
A partir de 1986, Gota entrou na cena musical européia. Já em 1988 em Londres, começou a colaborar com vários artistas bem conhecidos, incluindo o Soul II Soul, Sinéad O'Connor e Seal, ao mesmo tempo em que trabalhava em trilhas sonoras de filmes e remixes.
Gota entrou para a banda Simply Red em 1991 para a gravação do álbum Stars além de participar da respectiva turnê mundial. No final de 1993, ele lançou um álbum intitulado Something to Talk About sob o nome de Gota & The Heart of Gold, e ajudou o colega de Simply Red,  Heitor TP a lançar um álbum solo em 1994.  Apesar de trabalhar regularmente com vários artistas europeus, incluindo um álbum do cantor e compositor Chris Braide, gravou mais um trabalho como Gota & The Low Dog em 1995 com o cantor Warren Dowd.  Este álbum, chamado Live Wired Electro, foi lançado em vários países e Yashiki aproveitou para fazer sua primeira turnê em solo japonês. Alanis Morissette creditou Gota como "Groove Activator" em seu álbum Jagged Little Pill.  Além disso, Bryan Adams na música Cloud Number Nine usou samples de seus trabalhos.
Em 1997, Gota lançou seu primeiro álbum nos Estados Unidos, intitulado It's so Different Here.  O trabalho ficou no número 15 na Billboard, e 1º no R & R.  Yashiki ajudou a produzir o álbum Blue e Love and the Russian Winter do Simply Red,.  Ele ainda lançou mais dois álbuns em 1999, a primeiro Let's Get Started, e o segundo Day & Night.  Seu mais recente álbum The Best of Gota foi lançado em 2002, e Gota está trabalhando atualmente em um projeto conjunto com Jimmy Gomez. Em 2004, para comemorar o primeiro centenário da FIFA fez alguns arranjos no hino composto por Franz Lambert em 1994 e é o único ouvido em todos os jogos oficiais da Federação desde então.

## References
- http://www.allmusic.com/artist/p81272/biography
- http://www.gota.com